# Novigrad
Novigrad (în italiană Cittanova, Cittanova d'Istria) este un oraș în cantonul Istria, Croația, având o populație de 4.345 de locuitori (2011).

## Demografie
Componența etnică a orașului Novigrad
     Croați (66,42%)
     Italieni (10,2%)
     Albanezi (3,36%)
     Sârbi (2,83%)
     Sloveni (2,09%)
     Necunoscut (1,96%)
     Neclasificat (12,61%)
Componența confesională a orașului Novigrad
     Catolici (80,92%)
     Fără religie și atei (8,1%)
     Ortodocși (2,76%)
     Musulmani (1,86%)
     Necunoscută (5,04%)
     Alte religii (1,31%)
Conform recensământului din 2011, orașul Novigrad avea 4.345 de locuitori. Din punct de vedere etnic, majoritatea locuitorilor (66,42%) erau croați, existând și minorități de afiliați religios (10,66%), italieni (10,2%), albanezi (3,36%), sârbi (2,83%) și sloveni (2,09%). Apartenența etnică nu este cunoscută în cazul a 1,96% din locuitori. Din punct de vedere confesional, majoritatea locuitorilor (80,92%) erau catolici, existând și minorități de persoane fără religie și atei (8,1%), ortodocși (2,76%) și musulmani (1,86%). Pentru 5,04% din locuitori nu este cunoscută apartenența confesională.